# Fjällig markblåkråka
Fjällig markblåkråka (Geobiastes squamiger) är en fågel i familjen markblåkråkor inom ordningen praktfåglar.

## Utseende
Fjällig markblåkråka är en kraftig marklevande fågel med kraftig näbb och en kroppslängd på 27-31 centimeter. Huvudet är tätt fjälligt i svartvitt, manteln kopparbrun och vingarna gröna med vitkantade tertialer. Stjärten är rödbrun i mitten med blå kanter och svart längst ut. I ansiktet syns ett svart ögonstreck liksom ett svart streck över kinden. Undersidan är blekare i botten men kraftigt tecknad med svarta halvmånar. De rosafärgade benen är långa.

## Utbredning och systematik
Arten förekommer i tät regnskog på centrala och nordöstra Madagaskar. Tidigare placerades den tillsammans med tjocknäbbad markblåkråka i släktet Brachypteracias, men genetiska studier visar att de troligen inte är varandras närmaste släktingar. De flesta auktoriteter följer studiens rekommendationer att placera fjällig markblåkråka som ensam art i släktet Geobiastes. Den behandlas som monotypisk, det vill säga att den inte delas in i några underarter.

## Levnadssätt
Fjällig markblåkråka verkar föredra låglänt ostörd regnskog med fuktig jord, snårig undervegetation, låg växtlighet och ett lager av löv och grenar. Observationer i skogsbryn och ungskog visar dock att den även tolererar av människan påverkade skogsområden. Fågeln hoppar runt på marken på jakt efter ryggradslösa djur, främst daggmaskar, men även sniglar, hundrafotingar, myror, skalbaggar och spindlar, mer sällan även små ryggradsdjur som grodor. Arten häckar mellan oktober och januari i utgrävda tunnlar i en sandbank eller sluttning i skogen.

## Status
Fjällig markblåkråka är en fåtalig art med en uppskattad världspopulation på endast 1.500 och 7.000 vuxna individer, möjligen eftersom arten är lätt förbisedd närmare den högre gränsen. Den tros vara hotad av både klimatförändringar och habitatförlust. Internationella naturvårdsunionen IUCN kategoriserar den därför som sårbar.